# ودولف هاربیگ
ودولف هاربیگ (آلمانی: Rudolf Harbig; ۸ نوامبر ۱۹۱۳ – ۵ مارس ۱۹۴۴) دونده دو نیمه‌استقامت اهل آلمان بود.
وی در مسابقات کشوری و بین‌المللی در مجموع برندهٔ ۱ مدال طلا، ۱ مدال برنز شده‌است.